# USB Implementers Forum
El Foro de Implementadores de BUS (FIBUS) o USB Implementers Forum (USB-IF) es una organización sin fines de lucro con el objetivo de promover y dar soporte a la tecnología Universal Serial Bus (USB), USB inalámbrico, USB On-The-Go.
El USB-IF fue fundado en 1995 por un grupo de empresas que estaban desarrollando USB, que salieron a la luz en 1996. Las empresas fundadoras de USB-IF fueron Compaq, Digital, IBM, Intel, Microsoft, NEC y Nortel. A los que hoy en día se añadieron Hewlett-Packard, NEC, Microsoft, Apple Inc., Intel y Agere Systems.
Los comités de trabajo que constituyen el USB-IF, son: 
- Device Working Group (grupo de trabajo de dispositivos)
- Compliance Committee (comité de adecuación)
- Marketing Committee (comité de mercadotecnia)
- On-The-Go Working Group (grupo de trabajo de USB On-The-Go)

En 1996 lanzaron la impopular primera especificación, USB 1.0; hasta que en 1998 lanzaron la famosa USB 1.1.
USB-IF abastece a los desarrolladores, los cuales pueden registrarse gratuitamente en el foro web y obtener acceso a la documentación. Para ingresar en un grupo de trabajo, sin embargo, es necesario trabajar para un miembro de la compañía o registrarte como miembro. En el foro de desarrolladores se puede ver el desarrollo del conector USB, otros tipos de hardware USB (y software USB); no son foros de usuario final.
En 2014, USB-IF anunció el USB tipo C. Este transfiere datos a una velocidad de 10 GB/s y proporciona 100 vatios.
En 2015, los siete del consejo de administración, liderado por el presidente y jefe de operaciones de USB-IF, Jeff Ravencraft, estaban compuestos por representantes de Apple, HP Inc., Intel Corporation, Microsoft Corporation, Renesas Electronics, STMicroelectronics y Texas Instruments.

## Obtención de id. de comercial
Se necesita un id. de comercial para obtener un certificado de USB-IF. USB-IF es el foro responsable de emitir dichas id. a los fabricantes de sus productos. El coste de un número de id. es de 5000 dólares americanos al año. Además, el uso del logotipo de USB supone una tasa adicional de 3500 dólares cada 2 años. Algunos fabricantes ofrecen una licencia gratuita o de bajo coste, que consiste en una sublicencia de su id. de comercial para una producción limitada (inferior a 10 000 unidades). Entre estos fabricantes se encuentran:
- Dream S.A.S.[6]
- Energy Micro[7]
- FTDI[8]
- Luminary Micro[9]
- Microchip[10]
- NXP[11]
- Silicon Labs[12]
- STMicroelectronics[13]
- Texas Instruments[14]

Ajeno a esto, hay varios miembros que recomiendan usar el código abierto de la comunidad «USB VID 0xF055» (visualmente similar al FOSS) para proyectos de hardware libre. Sin embargo, este no está registrado en ninguna compañía, pero USB-IF no ha hecho pública ninguna confirmación sobre reservarlo por este caso particular.